# Favoritner AC
Favoritner AC – austriacki klub piłkarski z siedzibą w Wiedniu. 

## Historia
Favoritner Athletikclub został założony 1 sierpnia 1910 jako Favoritner Athletik-Sport-Club. W 1935 klub po raz pierwszy awansował do pierwszej ligi. Pobyt w elicie trwał przez trzy sezony do 1938. Później Favoritner przez wiele lat występował w niższych klasach rozgrywkowych. 
W 1977 klub awansował do drugiej ligi. W 1984 po prawie półwiecznej przerwie klub powrócił do pierwszej ligi. Pobyt w niej trwał tylko dwa sezony i po zajęciu 14. miejsca spadł do drugiej ligi. W kolejnych lat klub stopniowo podupadał i występował co najwyżej w drugiej lidze. Obecnie Favoritner występuje w Wiener Stadtlidze, która jest czwartą klasą rozgrywkową w Austrii.

## Sukcesy
- 5 sezonów w Bundeslidze: 1935-1938, 1983-1985.
- półfinał Pucharu Austrii (2): 1992, 1993.

## Piłkarze reprezentacyjni grający w klubie (ujęcie historyczne)
| - Tomislav Kocijan - Andreas Reisinger - Volkan Kahraman - Gerald Glatzmayer - Johann Dihanich - Zoran Barisic | - Peter Stöger - Robert Sara - Siergiej Szawło - Rudolf Vytlačil - Tomasz Korynt - Trifon Iwanow |

## Sezony wBundeslidze
| Sezon   | Uzyskane Miejsce |
| ------- | ---------------- |
| 1935-36 | 8                |
| 1936-37 | 8                |
| 1937-38 | 9 (spadek)       |
| 1983-84 | 13               |
| 1984-85 | 14 (spadek)      |